# عدنان بركات
عدنان بركات (5 مايو 1935 - 2 فبراير 2000)، ممثل سوري بداية مسيرته الفنية كانت في نهاية ستينيات القرن العشرين حيث شارك بفيلم (غزلان) عام 1969، وشارك بالعامين التاليين في عدد من الأفلام من أهمها (الثعلب، عودة حميدو) لتتوالى بعدها أعماله والتي من أبرزها (البركان، عفية شلهوب، دواس الليل) شارك في العديد من الأعمال التلفزيونية السورية بالإضافة إلى عدد من الأفلام السورية.

## العراقيل السياسية
رغم أن عدنان بركات لم يكن يومًا فنانًا صداميًا أو صاحب مواقف سياسية معلنة، إلا أنه لم يَسلم من مضايقات النظام السوري في عهد الرئيس الراحل حافظ الأسد. واحدة من أبرز تلك المضايقات تمثلت في منع أول مسلسل من بطولته المطلقة، وهو مسلسل "الزناتي خليفة"، الذي أخرجه المخرج السوري المعروف علاء الدين كوكش. 
المسلسل كان يُعد الجزء الرابع من سلسلة "تغريبة بني هلال"، وهي أعمال كانت تُنتج لصالح تلفزيون دبي، وكان من المفترض أن يُعرض على عدد من المحطات العربية. تدور أحداث المسلسل حول حاكم دموي يُدعى "الزناتي خليفة"، قيل إنه كان يحكم تونس في زمن المماليك. ورغم أن العمل بُني على خلفية تراثية، فإن الرقابة السورية رأت فيه إسقاطًا سياسيًا غير مباشر. 
السبب وراء المنع، كما تردد لاحقًا، هو أن المسلسل صوّر الزناتي خليفة كديكتاتور قاسٍ، وظهر فيه تمرد شعبي ضده، ما أثار مخاوف النظام السوري حينها من أن يُفهم المسلسل على أنه دعوة ضمنية للتمرد على الحاكم. كان ذلك في وقت بالغ الحساسية، حيث كانت البلاد تعيش اضطرابات سياسية وأمنية، خاصة خلال فترة المواجهة العنيفة بين نظام الأسد وجماعة الإخوان المسلمين في الثمانينات، حين كان النظام يشدد قبضته الأمنية على الداخل السوري. 

## وفاته
توفي بركات في الثاني من شباط عام 2000 عن عمر يناهز خمسة وستين عاماً، بعد صراع طويل مع مرض عضال، وكان آخر عمل تمثيلي شارك فيه مسلسل “أمانة في أعناقكم”.

## أهم أعماله
في السينما
1. اليازرلي (فيلم)
2. الورد البلدي (فيلم)
3. حبيبتي يا حب التوت (فيلم)
4. الشمس في يوم غائم (فيلم)
5. المزيفون (فيلم)
6. امرأة تسكن وحدها (فيلم)
7. غوار جيمس بوند
8. جسر الأشرار
9. عشاق على الطريق
10. ليل الرجال (فيلم)
11. على الاكياس (فيلم ابيض واسود)
12. ناجي العلي
13. الطحالب
14. أحلام المدينة
15. الرجل الصامد
16. العندليب
17. حب وكراتيه
18. عنتر فارس الصحراء

في التلفزيون
1. اللحظة الأخيرة
2. حمام الهنا
3. العروس (1992)
4. خلف الجدران
5. هجرة القلوب إلى القلوب
6. دليلة والزيبق (مسلسل)
7. مسرح الشوك
8. نساء بلا أجنحة (مسلسل)
9. شجرة النارنج (مسلسل)
10. أبو كامل (مسلسل)
11. الفارس والعروس
12. أيام شامية (مسلسل)
13. ليلى والذئب
14. المحكوم
15. نهاية رجل شجاع
16. القبضاي بهلول
17. الانهيار (مسلسل)
18. جلد الأفعى (مسلسل)
19. المرحون
20. مسلسل (ثلوج الصيف) 1999
21. مسلسل درب التبان
22. اسعد الوراق 1975
23. حرب السنوات الأربعة  1980 في دور احمد باشا
24. مسلسل ( الشطار )  1982
25. سهرة أيام الرعب 1991

## وصلات خارجية
- عدنان بركات على موقع قاعدة بيانات الأفلام العربية

1. ↑  "معلومات عن عدنان بركات على موقع elcinema.com". elcinema.com. مؤرشف من الأصل في 2019-03-21.
2. 1 2 3  "قصة المسلسل السوري الممنوع من العرض في عهد حافظ الأسد!".